# ۱۲۲۵ (خورشیدی)
۱۲۲۵ هزار و دویست و بیست و پنجمین سال هجری خورشیدی است.